# Ogōri
Ogōri (japanska: 小郡市 ?, Ogōri-shi) är en stad i Fukuoka prefektur i Japan. Staden fick stadsrättigheter 1972.